# Гусево (Виноградовский район)
Гусево (Лешутинское) — сельский населённый пункт в Виноградовском районе Архангельской области России. Входит в состав Виноградовского муниципального округа. С 2004 по 2021 год деревня Гусево входила в состав Осиновского сельского поселения, хотя первоначально планировалось создать Конецгорское сельское поселение.

## География
Гусево является частью бывшего села Корбала.
От Северной Двины Гусево отделяют Корбальский Полой (Двинская Курья) и Корбальский остров. До Архангельска по реке — 324 км и 18 километров до Березника. Ниже Гусева по течению Северной Двины располагается шиленьгская деревня Прилук, а выше — Корбала и село Ростовское. На левом берегу Северной Двины находится деревня Наволок, а севернее Гусева берёт начало приток Нондруса речка Маньшева.
Через Гусево проходит автотрасса Усть-Ваеньга — Осиново — Шиленьга — Гусево — Ростовское — Конецгорье — Рочегда — Кургомень — Топса — Сергеевская — Сельменьга — Борок — Фалюки.

## Население
| 2002 | 2010 | 2012 |
| ---- | ---- | ---- |
| 3    | ↘2   | ↘0   |

В 2009 году постоянного населения в деревне нет. Численность населения деревни, по данным Всероссийской переписи населения 2010 года, составляет 2 человека. По переписи 1920 года в деревне Лешутинское (Гусево) проживало 120 человек.

## Топографические карты
- Топографическая карта P-38-39,40. (Лист Рочегда)
- Корбала и Гусево на Wikimapia
- Гусево (Лешутинское). Публичная кадастровая карта